# ポーランド語キー配列
ポーランド語キー配列には、タイピストキーボードとプログラマキーボードがある。

## タイピストキーボード

タイピストキーボード(PN-87配列)

タイピストキーボード(ポーランド語：Klawiatura maszynistki)とは、ポーランド語特有の文字を含むQWERTZ配列のキーボード配列のことである。タイプライターやコンピュータのキーボードとして使用される。タッチタイピングを行うタイピストにちなんでこう呼ばれる。
もともとこれはドイツ語のタイプライター(QWERTZ配列)を、ポーランド語で使えるように考案されたものである。ドイツ語特有の文字(ä, ö, ü, ß)をポーランド語特有の文字(ą, ć, ę, ł, ń, ó, ś, ź, ż)で置き換えてある。ポーランド語特有の文字はドイツ語特有の文字より数が多いので、ドイツ語の大文字をポーランド語の小文字で置換えている。そのためポーランド語特有の文字の大文字は使えない。この配列はポーランド規格PN-87として定められた(現在の規格では、PN-I-06000:1997)。
QWERTZ配列を基本にしたタイピストキーボードと呼ばれる配列は、PN-87配列以外にも存在する。そのような配列のひとつがPL-214配列で、MS-DOS, WindowsおよびLinuxに採用されている。この配列は、ポーランド語特有の文字がPN-87配列とは別のキーに割り当てられているため、PN-87配列でタッチタイピングをする者には入力しにくいものになっている。
コンピュータが普及する前は、タイピストキーボードがポーランドにおける唯一のキーボードの配列であった。

## プログラマキーボード
プログラマキーボード(ポーランド語：Klawiatura programisty)とは、ポーランド語特有の文字を入力できるようにしたQWERTY配列のキーボードのことである。英語から取り入れられた記号、[, ], {, }, ', |, \, @, #, $, ^, &, *, ~.といった記号、つまり、プログラムを書く際によく使用される記号が入力しやすいので、プログラマキーボードと呼ばれている。
ダイアクリティカルマーク付きのポーランド語特有の文字(ą, ć, ę, ł, ń, ó, ś, ź, ż)は、Altキー(またはAltGrキー)を押しながら、対応するダイアクリティカルマークの無いアルファベットのキーを押すことで入力することができる。例えば、「ę」を入力する場合は、Altキーを押しながら「e」を押す。例外は「ź」で、これはAltキーを押しながら「x」を押すことで入力できる。
Appleのオペレーティングシステムの場合、「ż」と「ź」の位置が違うものがある。もともとは、Option+z で「ź」、Option+x で「ż」であったが、Mac OS X v10.5 レオパードからキーボードドライバが変更になり、他のオペレーティングシステムと同様になった。
ポーランド語テクストの高速入力には向いていないとはいうものの、プログラマキーボードは、今日、ポーランドにおいて最も普及しているキーボード配列である。高速入力に向いていないと言う主張の基本的なポイントは、タッチタイピングがしにくいのでタイピストキーボードに比べて効率が悪いというものである。前述の通り、プログラマキーボードでは、ポーランド語特有の文字を入力するために2つないし3つのキーを同時に押す必要があり、タッチタイピングにおいて入力速度が遅くなる。
プログラマーキーボードは、チェコにおいても使用されている。チェコ語のダイアクリティカルマーク付きアルファベット(á, č, ě, é, í, ř, š, ů, ú, ý, ž) は、AltキーまたはAltGrキーと一緒に、対応する「8」, 「4」, 「2」, 「0」, 「9」, 「5」, 「3」, 「;」, 「[」, 「7」, 「6」の文字を押すことで入力できる。
プログラマーキーボードは、ルーマニアにおいても使用されている。ルーマニア語のダイアクリティカルマーク付きアルファベット(â, ț, î, ă, ș) は、AltキーまたはAltGrキーと一緒に、対応する「A」, 「T」, 「I」, 「A」, 「S」の文字を押すことで入力できる。